# Леополд Ернст фон Тауфкирхен-Клееберг
Леополд Ернст фон Тауфкирхен-Клееберг (на немски: Leopold Ernst von Tauffkirchen zu Kleeberg; * 21 август 1781, Клееберг; † 12 март 1860, Клееберг) е граф на Тауфкирхен-Клееберг в Долна Бавария.

## Произход
Той е син на граф Максимилиан Фердинанд Франц Непомук Йозеф Феликс Адам Франц де Паула фон Тауфкирхен-Клееберг (1730 – 1800) и третата му съпруга Мария Анна Терезия Михаела Йохана Непомуцена Фугер фон Кирхберг-Вайсенхорн (1746 – 1783), дъщеря на Себастиан Франц Ксавер Йозеф Фугер фон Кирхберг-Вайсенхорн (1715 – 1763) и Мария Анна Елизабета Алойзия Габриела Маргарета фон Фирмиан (1759 – 1799). Брат е на граф Франц Антон Игнац фон Тауфкирхен-Ибм (1782 –1857), женен 1814 г. за Луиза Каролина фон Ортенбург (1782 – 1847/1848), сестра на съпругата му София Мария Вилхелмина фон Ортенбург.

## Фамилия
Леополд Ернст фон Тауфкирхен-Клееберг се жени за на 20 юни 1802 г. за София Мария Вилхелмина фон Ортенбург (* 16 ноември 1784; † 31 януари 1854, дворец Клееберг), дъщеря на граф Карл Албрехт фон Ортенбург (1743 – 1787) и графиня Кристиана Луиза фон Залм, вилд-и Рейнграфиня в Гаугревайлер, Райнграфенщайн (1753 – 1826). Те имат двама сина:
- Максимилиан Йозеф Леополд Теодор фон Тауфкирхен (* 2 юли 1803, Пасау; † 22 януари 1820, Мюнхен)
- Теодор Кристиан Йозеф Лудвиг Кайетан Леополд фон Тауфкирхен (* 7 август 1804, Пасау; † 20 януари 1820)